# خربة القصرين
خربة القصرين (وهما قصران موجودان بتونين)  هو معلم أثري تونسي مصنف من قبل المعهد الوطني للتراث يقع في ولاية قابس في الجنوب الشرقي التونسي، تحديد في مدينة معتمدية دخيلة توجان صُنف المعلم في 26 يناير 2024 .

## مقالات ذات صلة
- قائمة المعالم الأثرية المصنفة في تونس